# Cariniana rubra
Cariniana rubra är en tvåhjärtbladig växtart som beskrevs av George Gardner och John Miers. Cariniana rubra ingår i släktet Cariniana och familjen Lecythidaceae. Inga underarter finns listade i Catalogue of Life.

## Bildgalleri

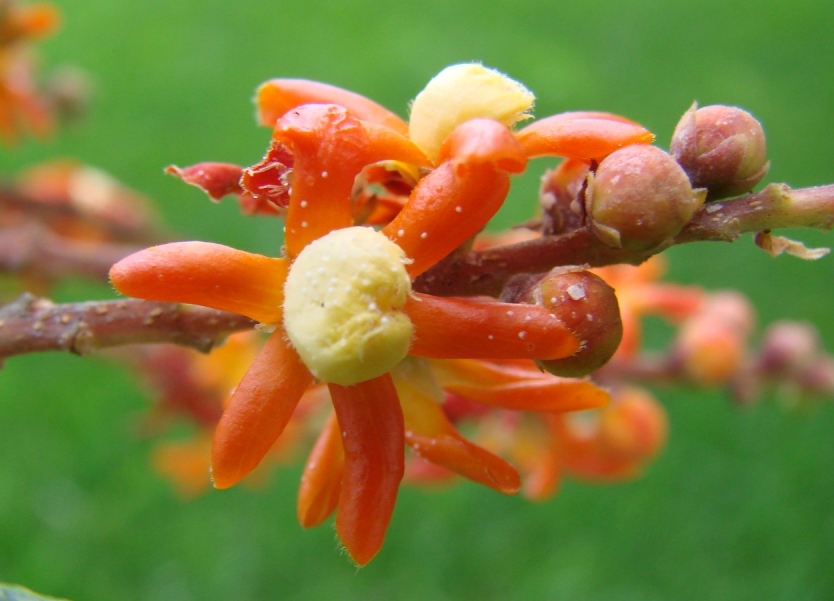
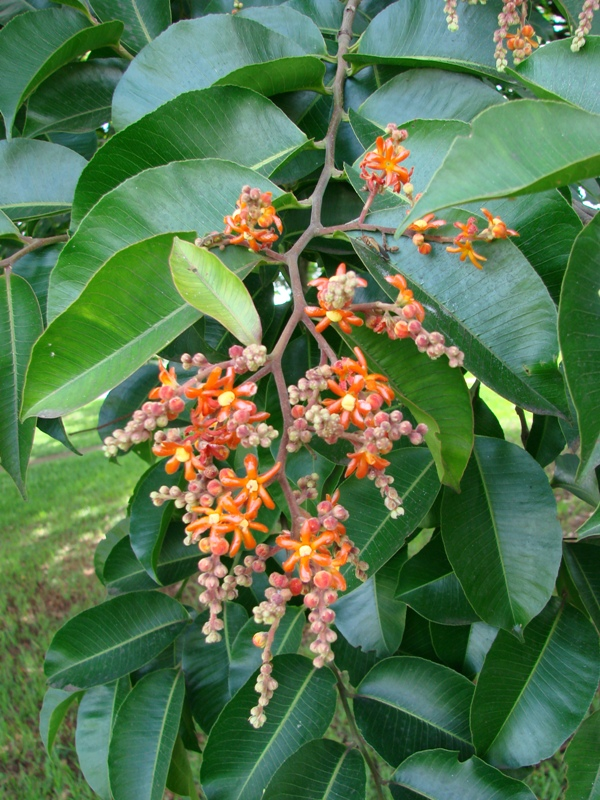